# Chongqing Chaotianmen
Le Chongqing Chaotianmen est un vaste complexe en construction à Chongqing en Chine. Il comprendra 8 gratte-ciel dont 6 sont en chantier depuis 2015. Le complexe aura pour particularité d'être coiffé d'une longue plateforme évoquant celle du Marina Bay Sands à Singapour. Le complexe devrait être achevé vers 2019. Ses proportions seront colossales ; les deux plus hauts immeubles du complexe culmineront à une hauteur de plus de 350 mètres.
Le complexe comprendra : 
- 2 tours de 354 mètres,
- 4 tours de 265 mètres,
- 2 tours de 234 mètres.